# Sol (métro de Madrid)
Sol est une station de correspondance des lignes 1, 2 et 3 du métro de Madrid en Espagne. Elle est située sous la Puerta del Sol, dans l'arrondissement du Centre à Madrid. 
Elle est également en correspondance directe avec la gare souterraine de Madrid-Sol des trains de banlieue du réseau Cercanías Madrid.

## Situation sur le réseau

Plan du réseau.

Établie en souterrain, Sol comprend trois sous-stations, une pour chaque ligne :
Sol L1 est une station de passage de la Ligne 1 du métro de Madrid, située entre la station Gran Vía, en direction du terminus Pinar de Chamartín, et la station Tirso de Molina, en direction du terminus Casa de Campo Elle dispose des deux voies de la ligne encadrées par deux quais latéraux ;
Sol L2 est une station de passage de la Ligne 2 du métro de Madrid, située entre la station Opéra, en direction du terminus Cuatro Caminos, et la station Sevilla, en direction du terminus Las Rosas Elle dispose des deux voies de la ligne encadrées par deux quais latéraux ;
Sol L3 est une station de passage de la Ligne 3 du métro de Madrid, située entre la station Callao, en direction du terminus Moncloa, et la station Lavapiés, en direction du terminus El Casar Elle dispose des deux voies de la ligne encadrées par deux quais latéraux ;

## Histoire
La station Sol est mise en service le 17 octobre 1919 par la Compañía Metropolitana Alfonso XIII, lorsqu'elle ouvre la première ligne de métro de la capitale espagnole, dénommée línea Norte-Sur, jusqu'à Cuatro Caminos.
La station de la ligne 2 est mise en service le 14 juin 1924 lors de l'ouverture de la ligne entre Sol et Ventas. La station de la ligne 3 est mise en service le 9 août 1936, lors de l'ouverture du premier tronçon de la ligne entre Sol et Embajadores.
Le 1er juin 2013, la station est renommée Vodafone Sol dans le cadre d'une opération de « nommage » conclue avec l'opérateur téléphonique Vodafone qui s'engage à verser la somme d'un million d'euros chaque année, utilisée pour financer les transports publics de la capitale. Après avoir été l'objet de polémiques, ce parrainage prend fin le 1er juin 2016, la station retrouvant son nom d'origine Sol.

## Services aux voyageurs

### Accès et accueil
La station dispose de sept accès équipés d'escaliers, d'escaliers mécaniques et d'ascenseurs, et est accessible aux personnes à mobilité réduite. Elle abrite des boutiques, un bureau d'information et de vente de titres de transport ainsi qu'une des deux boutiques vendant les objets officiels du métro. Située en zone A, elle est ouverte de 6 h à 1 h 30.

### Desserte

#### Sol L1
La station est desservie par les rames de la ligne 1 du métro de Madrid.

Installations et desserte
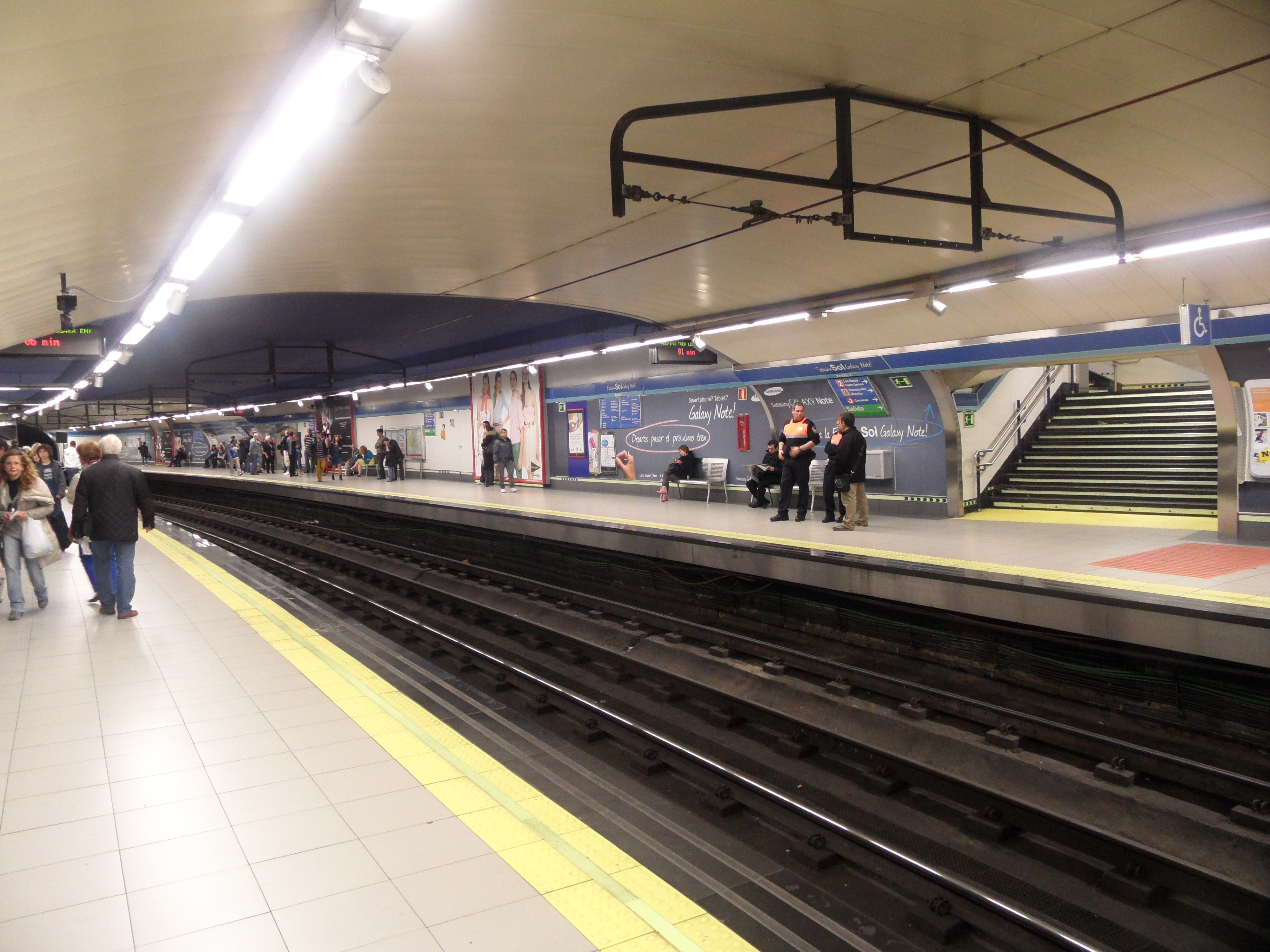
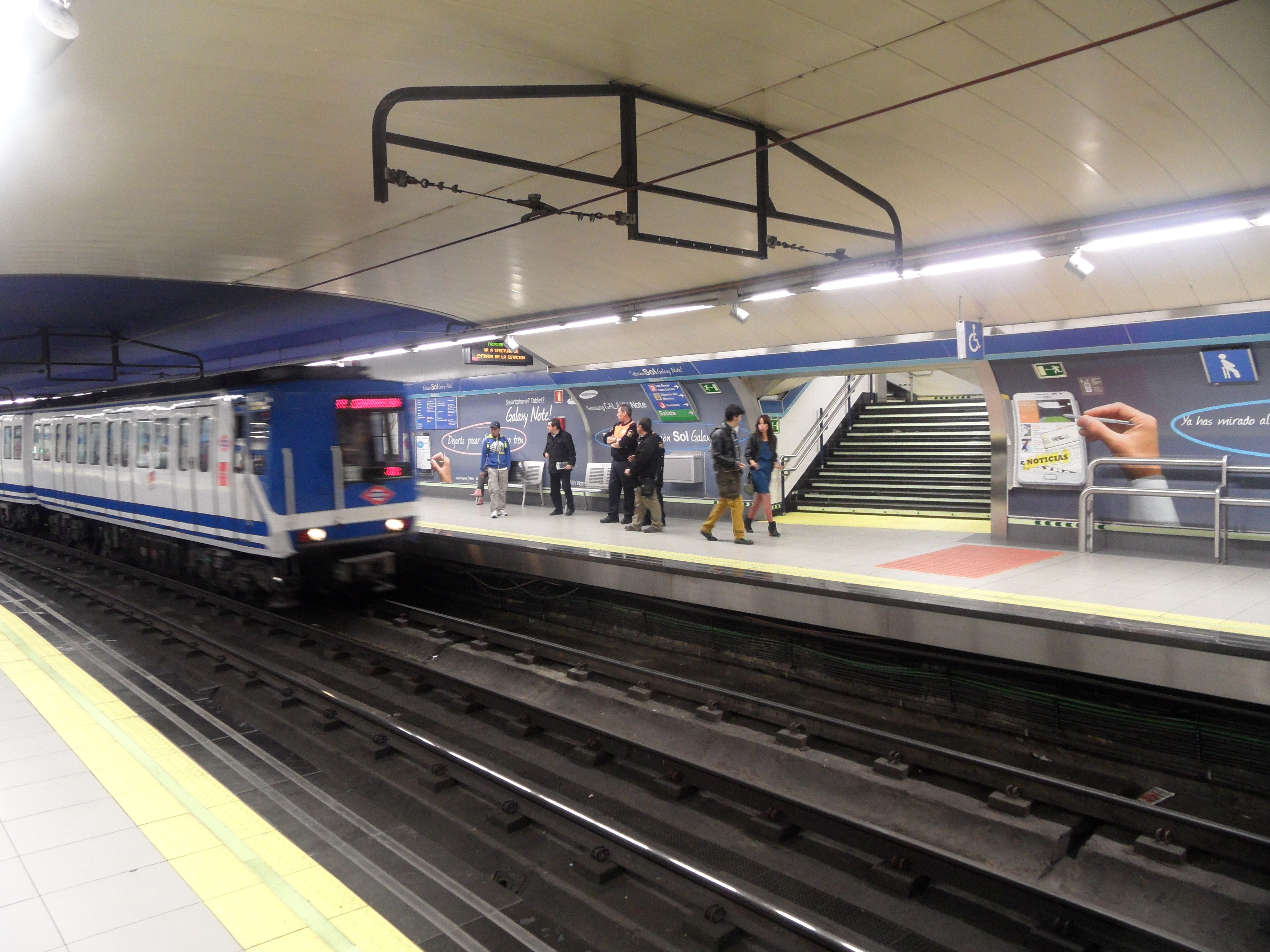
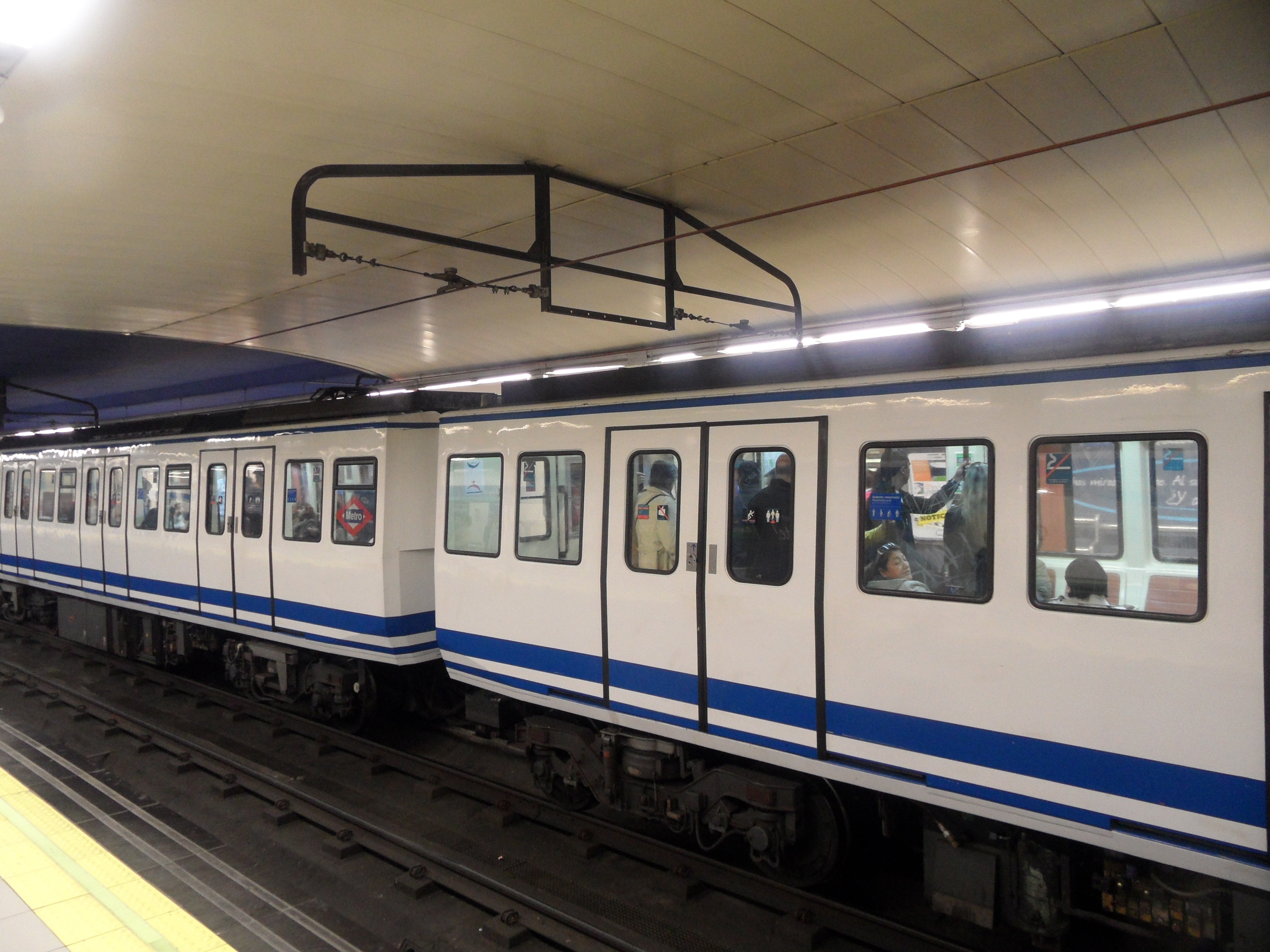

#### Sol L2
La station est desservie par les rames de la ligne 2 du métro de Madrid.

Installations et desserte
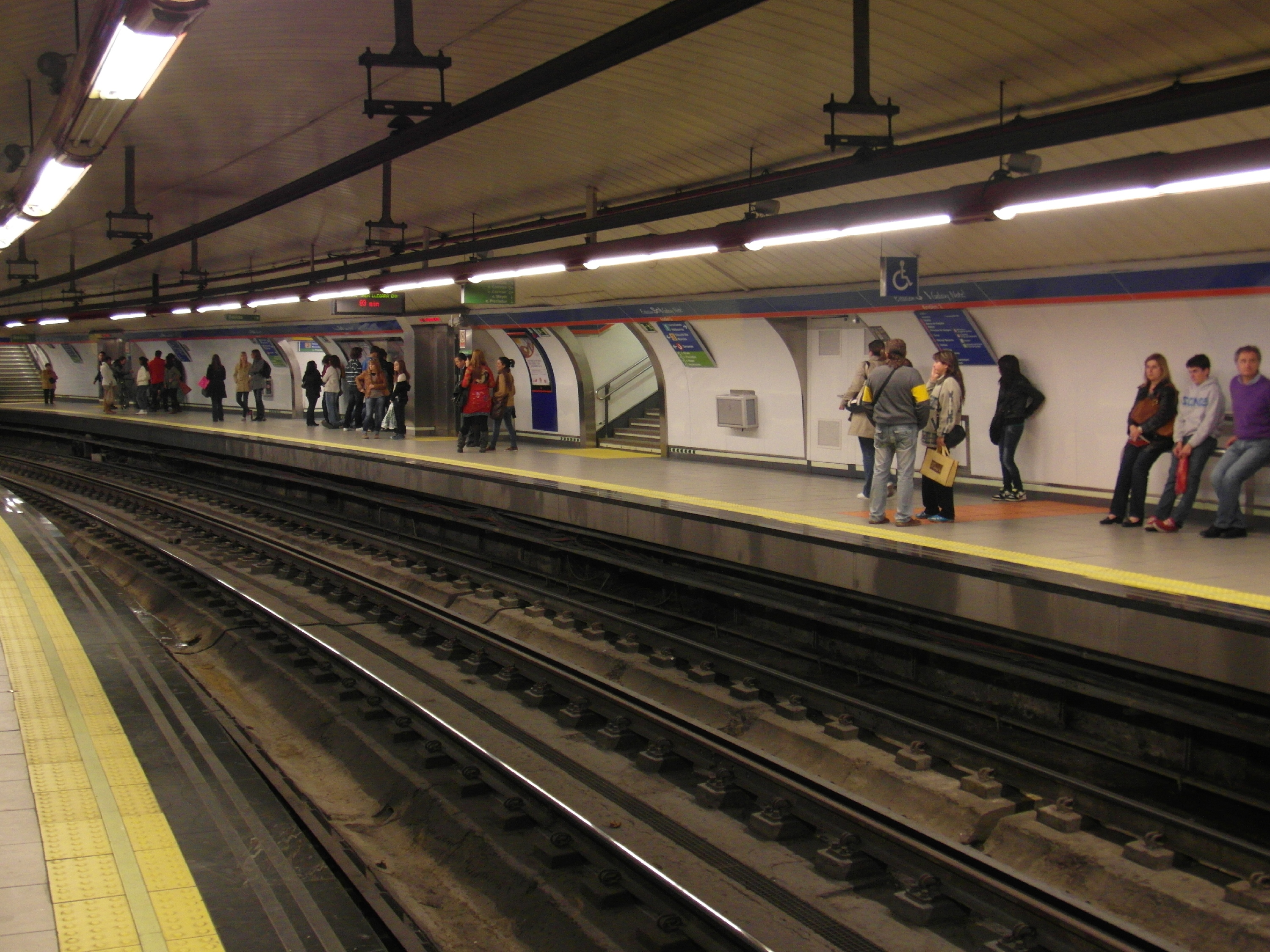
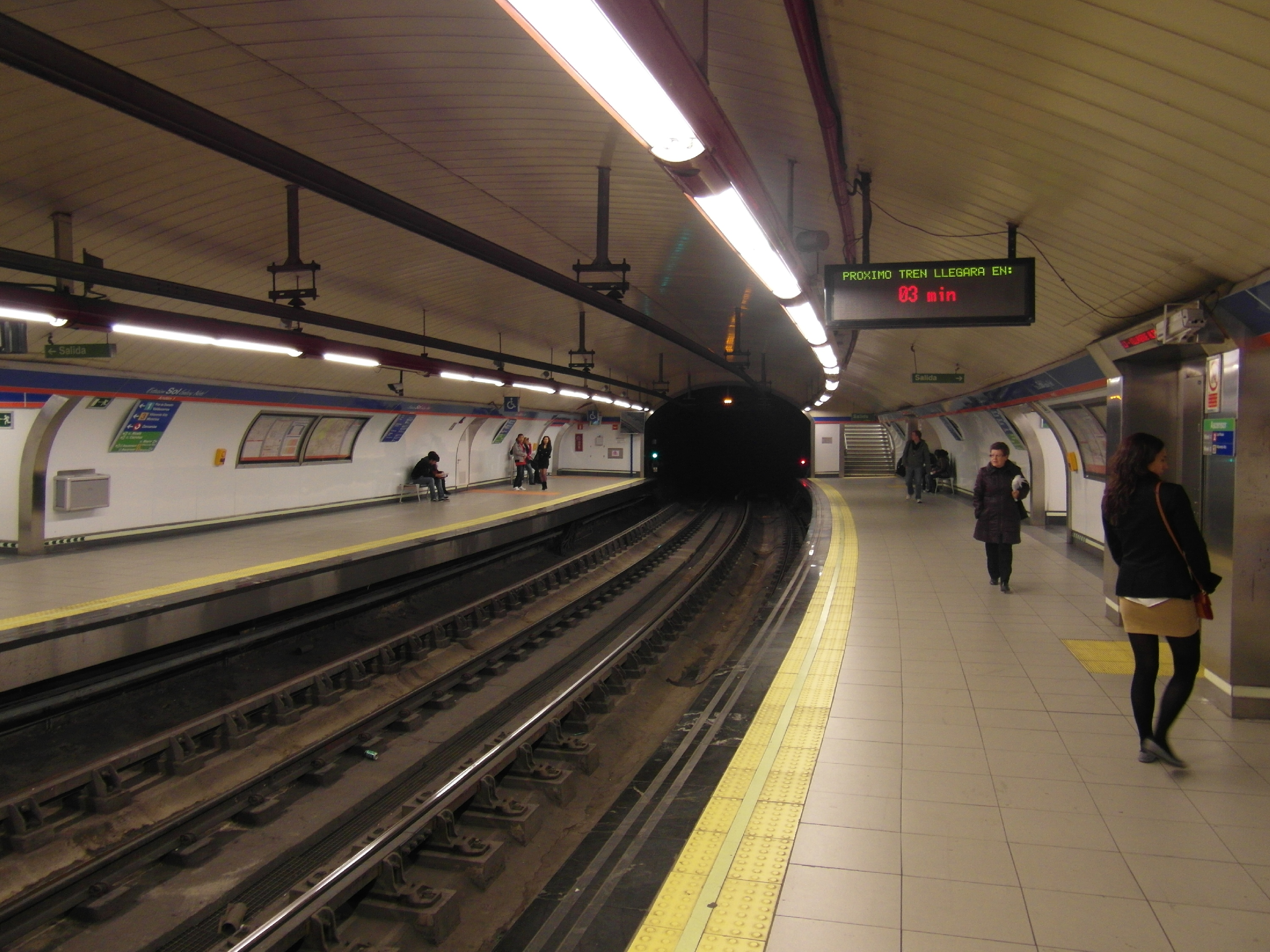

#### Sol L3
La station est desservie par les rames de la ligne 3 du métro de Madrid.

Installations et desserte
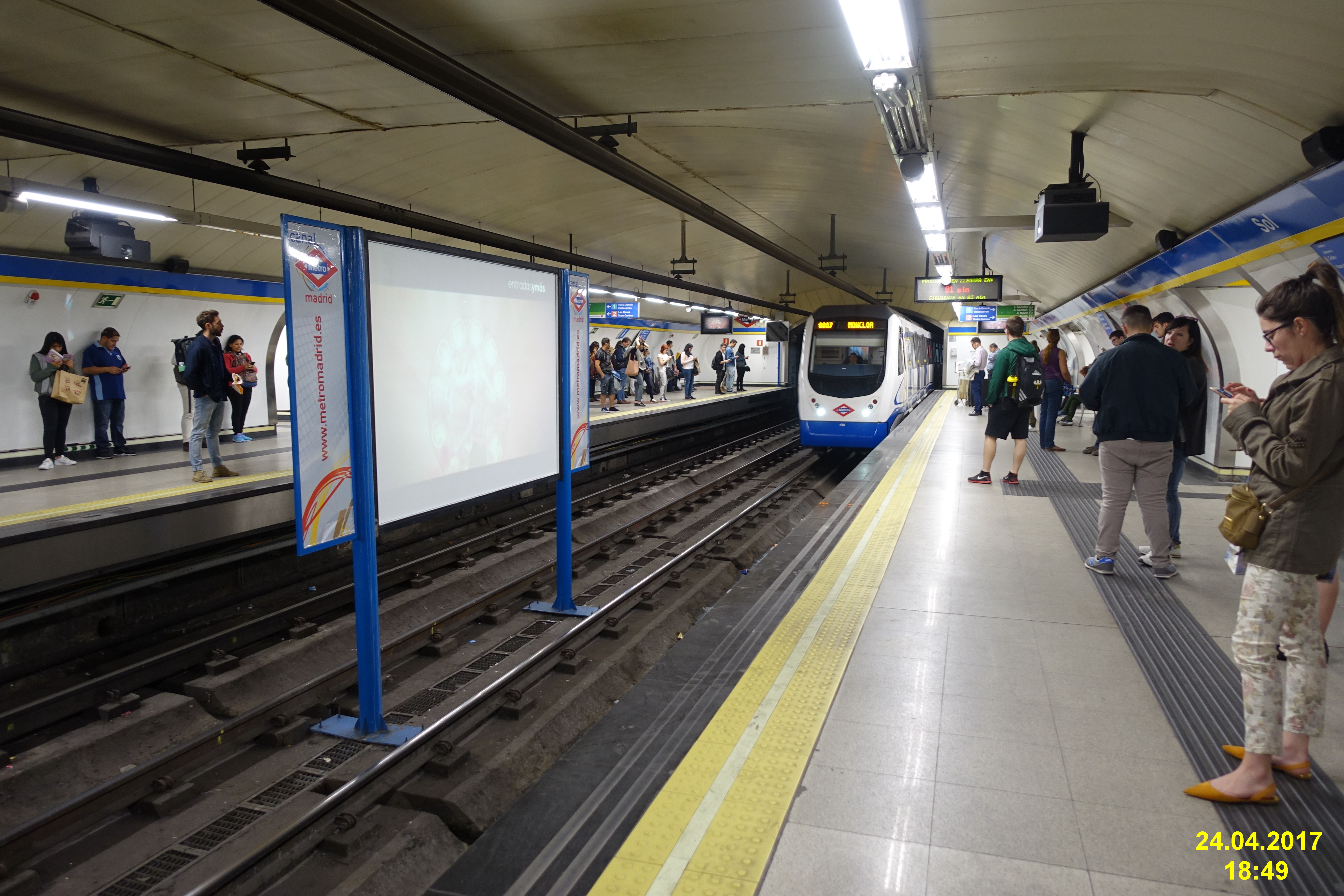
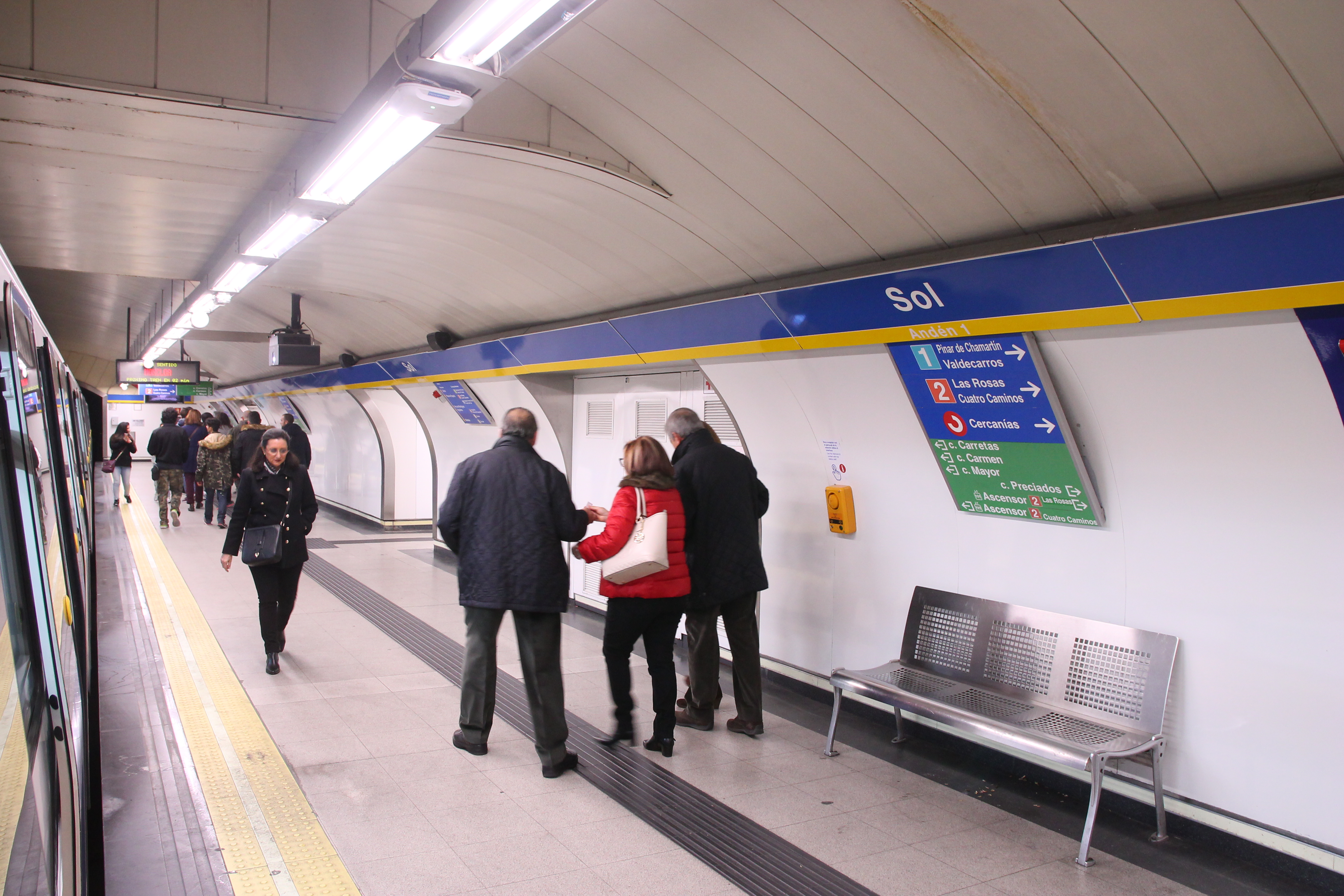
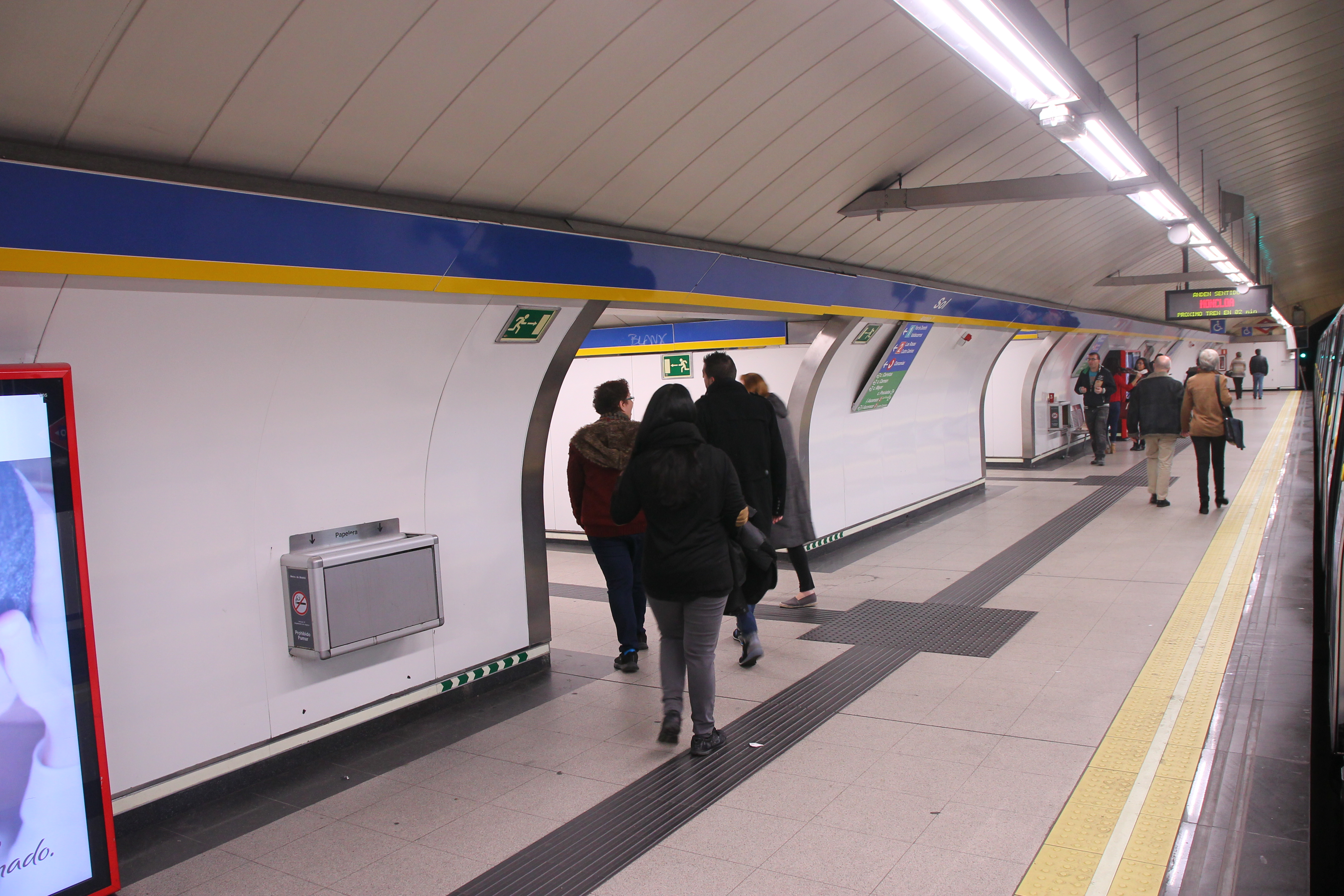

### Intermodalité
La station est en correspondance avec la gare de Madrid-Sol desservie par les lignes C-3 et C-4 de Cercanías Madrid. Elle ne dispose plus de stations de bus à proximité depuis que la place est devenue une zone piétonne en août 2020.

## À proximité
La station s'ouvre largement sur la Puerta del Sol, centre névralgique de la capitale espagnole, et le début de la rue d'Alcalá. En outre, elle est située à 300 m de la Plaza Mayor, autre lieu emblématique de la ville. Elle est proche, notamment des théâtres de la Zarzuela et Muñoz Seca (es), ainsi que de l'ancien théâtre Albéniz, transformé en complexe hôtelier.